# Оксид-бромид актиния
Оксид-бромид актиния — AcOBr, смешанное соединение актиния с кислородом и бромом. Представляет собой бесцветные тетрагональные кристаллы.
Впервые был описан в 1950 году. Получен нагреванием бромида актиния с водяными парами и аммиаком при 1000 °C:
{\displaystyle {\mathsf {AcBr_{3}+2NH_{3}+H_{2}O\ {\xrightarrow {1000^{o}C}}\ AcOBr+2NH_{4}Br}}}